# Iolanda
Иоланда Кошта (порт. Iolanda Costa; род. 4 ноября 1994, Фигейра-да-Фош) — португальская певица, автор песен, представлявшая Португалию на конкурсе песни «Евровидение-2024» с песней «Grito», заняла 10-е место.

## Ранние годы
Иоланда родилась 4 ноября 1994 года, в Фигейра-да-Фош, округ Коимбра, Португалия, но в детстве переехала в Помбал. С раннего возраста Иоланда проявляла большую любовь к музыке, и её страсть к музыке не осталась незамеченной её родителями, которые отправили её учиться в музыкальную школу Tecnimúsica в Помбале. В 17 лет переехала в Лиссабон, где она окончила институт ISCSP по специальности «Коммуникационные науки». Затем вновь переехала в Лондон, где изучала написание песен в Университете BIMM в Лондоне.